# Coelotes kirgisicus
Coelotes kirgisicus är en spindelart som beskrevs av S. V. Ovtchinnikov 200. Coelotes kirgisicus ingår i släktet Coelotes och familjen mörkerspindlar. Inga underarter finns listade i Catalogue of Life.